# Međunarodni dan govorenja poput pirata
Međunarodni dan govorenja poput pirata ili Međunarodni dan piratskog govora (engl. International Talk Like a Pirate Day), parodijski praznik koji su 1995. godine pokrenuli John Baur (pseudonim: Ol' Chumbucket, engl.: Stara Prijateljska Kanta) i Mark Summers (pseudonim: Cap'n Slappy, engl.: Kapetan Ćušnuti) iz Albanyja u Oregonu u SAD-u, proglasivši 19. rujna svake godine danom kada bi svatko na svijetu trebao govoriti poput pirata. Na primjer, obdržavatelj ovog praznika neće pozdravljati prijatelje sa Zdravo!, nego s Ahoj, druže! Praznik, i njegovo obdržavanje, izvire iz romantizirana pogleda na zlatno doba piratstva. Postao je blagdan za članove Crkve Letećeg Špagetnog Čudovišta.

## Povijest
Ovaj je dan po Summersu jedini blagdan koji je nastao kao posljedica sportske ozljede. Summers tvrdi da je tijekom reketbolske igre između Baura i njega jedan od njih reagirao na bol urlikom Aaarrr!, i ideja je bila rođena. Ova se igra zbila 6. lipnja 1995., no iz poštovanja prema sjećanju na Dan D, odabrali su rođendan Summersove bivše supruge jer su tako mogli datum lako zapamtiti.
Premda u početku interna šala između dvojice prijatelja, blagdan je zadobio pozornost kada su John Baur i Mark Summers pismo o svojem izmišljenu blagdanu poslali američkom sindikatskom humornom kolumnistu Daveu Barryju 2002. Barryju se ideja svidjela i promovirao je dan. Rastuća medijska pokrivenost blagdana nakon Barryjeve kolumne osigurala je ovom događanju da se danas međunarodno slavi, a Baur i Summers danas prodaju knjige i majice kratkih rukava povezane s ovom temom. Dio uspjeha za međunarodno širenje blagdana pripisan je nerestrikciji ideje ili žiga, što je za učinak imalo otvorenje blagdana kreativnosti i "virusnom" rastu.
Baur i Summers stekli su novu slavu u premijernoj epizodi nove sezone ABC-ova Mijenjam ženu, prvi put emitirane 18. rujna 2006. Glumili su u ulozi "obitelji piratâ" zajedno s Baurovom ženom Tori. Baur se također pojavio 26. lipnja 2008. u epizodi Izazova u kojoj je predstavljen kao "pisac i pirat iz Albanyja u Oregonu".
Udruga piratâ s drvenim nogama, papigama i kartama s blagom, populariziranih u romanu Otok s blagom (1883.) Roberta Louisa Stevensona, imala je značajan utjecaj na parodijsku piratsku kulturu. Dan govorenja poput pirata slavi se sa skrivenim uskrsnim jajima prisutnima u mnogim igrama i na mrežnim mjestima, pri čemu je Facebook predstavio piratski prevedenu verziju svojeg mrežnog mjesta na Dan govorenja poput pirata 2008. a nakladnik O'Reilly snizio cijene knjiga o programskom jeziku R radi proslave ovog dana. Minecraft također sadrži ovaj jezik od 5. siječnja 2012.

## Lingvistička pozadina
Glumac Robert Newton, koji se specijalizirao u portretiranju pirata, posebice Dugog Johna Silvera u Disneyjevu filmu Otok s blagom iz 1950. i australskom filmu Dugi John Silver iz 1954. te naslovnog lika u filmu Pirat Crnobradi iz 1952., opisuje se kao "svetac zaštitnik" Dana govorenja poput pirata. Newton je rođen u Dorsetu, a obrazovan u Cornwallu, i upravo je njegov materinski vestkantrijski dijalekt, koji je rabio pri portretiranju Dugog Johna Silvera i Crnobradog, onaj za koji neki tvrde da je izvor standardnog "piratskog naglaska". Poslije je to u 1950-ima i 1960-ima parodirao britanski komičar Tony Hancock.
Arhetipski piratski roktež Arrr! (alternativno Rrrr! ili Yarrr!) prvi se put u fikciji pojavio 1934. godine u filmu Otok s blagom u kojem je glumio Lionel Barrymore, a rabio ga je i lik u romanu Jeffreyja Farnola Adam Penfeather, bukanir iz 1940. No populariziran je bio i naširoko upamćen tek kad ga je Robert Newton uporabio u Disneyjevu filmskom klasiku Otok s blagom iz 1950. Spekulira se da je rotično rrr, distinktivan element govora West Countryja u Engleskoj, mogao imati velik utjecaj na opći britanski pomorski govor. To se može vidjeti u Gilbertovoj i Sullivanovoj opereti Pirati iz Penzancea, koja je smještena u Cornwallu; iako se u djelu nije (originalno) rabila fraza arrr, pirati su rabili riječi s mnogo rrr-ova kao što su hurrah (engl.: hura) i pour the pirate sherry (engl.: naroljaj piratski šeri).

## Službeno priznanje
- Američke države Michigan[16] i Kalifornija službeno su priznale ovu svečanost.
- Krispy Kreme daruje besplatne američke krafne ljudima koji 19. rujna govore i/ili su odjeveni poput pirata.[17] Long John Silver's ima sličnu promociju.[18]

## Preporučena litratura
- Harland, John. 1984. Seamanship in the Age of Sail. Pruža detaljan prikaz jezika pomoraca tijekom doba jedrenjaka. ISBN 0-87021-955-3
- William Clark Russell. 1883. Sailors' Language. Rječnik mornarskog jezika iz 19. stoljeća.

## Vanjske poveznice
- originalno mrežno mjesto Dana govorenja poput pirata  Arhivirana inačica izvorne stranice od 20. studenoga 2012. (Wayback Machine), autori: John Baur i Mark Summers
- mrežno mjesto Dana govorenja poput pirata, UK
- Hft Talk Like A Pirate Day Resources  Arhivirana inačica izvorne stranice od 8. rujna 2014. (Wayback Machine), UK
- mrežno mjesto Dana govorenja poput pirata  Arhivirana inačica izvorne stranice od 4. veljače 2013. (Wayback Machine), Australija
- mrežno mjesto Dana govorenja poput pirata  Arhivirana inačica izvorne stranice od 3. ožujka 2012. (Wayback Machine), Nizozemska
- Getting to Know ... International Talk Like A Pirate Day
- razgovor s osnivačima o počecima praznika  Arhivirana inačica izvorne stranice od 21. rujna 2008. (Wayback Machine)
- Google u "piratskom govornom" stilu
- How to Talk Like a Pirate  Arhivirana inačica izvorne stranice od 28. svibnja 2013. (Wayback Machine), mrežna stranica s popularnim piratskim frazama, uzrečicama i zvučnim datotekama na engleskom jeziku
- IT Security website in "Talk Like A Pirate" Style[neaktivna poveznica]